# Etela Karpickienė
Etela Karpickienė (* 5. Juni 1966 in Labūnava, Rajongemeinde Kėdainiai, Litauische SSR) ist eine litauische Politikerin.

## Leben
Nach dem Abitur 1984 an der Mittelschule Kėdainiai absolvierte sie das Diplomstudium 1989 an der Handelsfakultät der Vilniaus universitetas. Von 1988 bis 1992 arbeitete sie an der Vilnius-Fakultät des Kauno politechnikos institutas  (ab 1990  Vilniaus technikos universitetas) als Oberlaborantin. Von 1992 bis 1994 war sie Oberbuchhalterin der Vilniaus technikos universitetas. Von 2003 bis 2006 war sie Direktorin der Wirtschaftsdirektion.
Ab 2003 ist sie Mitglied von Darbo partija. Von 2006 bis 2008 war sie Mitglied des Seimas.
Sie ist verheiratet und mit dem Mann Arūnas hat die Söhne Aistis und Jorigis.

## Nuorodos
- 2008 m. Lietuvos Respublikos Seimo rinkimai - Koalicija Darbo partija + jaunimas - Iškelti kandidatai
- 2008 m. Lietuvos Respublikos Seimo rinkimai - Leiboristų partija - Iškelti kandidatai.

| Personendaten    | Personendaten                                     |
| ---------------- | ------------------------------------------------- |
| NAME             | Karpickienė, Etela                                |
| KURZBESCHREIBUNG | litauische Politikerin (Seimas)                   |
| GEBURTSDATUM     | 5. Juni 1966                                      |
| GEBURTSORT       | Labūnava, Rajongemeinde Kėdainiai, Litauische SSR |